# Cymbalum
 (mars 2019).
Si vous disposez d'ouvrages ou d'articles de référence ou si vous connaissez des sites web de qualité traitant du thème abordé ici, merci de compléter l'article en donnant les références utiles à sa vérifiabilité et en les liant à la section « Notes et références ».
 (mars 2019).
- Si vous ne connaissez pas le sujet, laissez ce bandeau (vous pouvez alors contacter les auteurs).
- Si vous supprimez le contenu mis en cause (vous pouvez préalablement contacter les auteurs),

argumentez précisément cette suppression dans la page de discussion
(un manque de référence n'est pas un argument ; une recherche réelle de référence doit avoir été effectuée, être formellement documentée).
Le cymbalum, czimbalum, cimbal (Slovaquie), cimbalom (Hongrie), țambal (Roumanie et Moldavie), ou tsymbaly (Biélorussie, Pologne et Ukraine), cimbole (Lettonie), cimbolai (Lituanie) ou cembalum est un instrument à cordes frappées faisant partie de la famille des cithares sur table.

## Histoire et description
Cet instrument, dont l'origine est commune avec celle du santour perse, apparaît en Europe, dans les pays germaniques, dès le XIVe siècle, sous le nom de hackbrett. On ne sait[style à revoir] toujours pas s'il fut inventé et développé en Europe occidentale et de là diffusé à travers l'Orient ou bien apporté depuis la Perse par les Turcs ottomans dont la musique a rayonné dans les Balkans durant des siècles, ou encore par les cymbalistes tsiganes, peuple migrant depuis l'Inde mais où le santur n'est attesté que bien après son développement aux Pays-Bas. Il a été diffusé jusqu'en Chine, où il est connu depuis la fin du XVIIIe siècle sous le nom de yangqin 洋琴 ou 揚琴, et de là en Mongolie. Le terme cymbalum n'apparaît lui qu'au XVe siècle.
Formé d'une caisse de résonance en bois en forme de trapèze, sur laquelle reposent des séries de chevalets (soudés généralement), il est serti d'une centaine de cordes métalliques, frappées à l'aide de petits marteaux ou mailloches tenus entre les doigts. L'accord est le plus souvent, chromatique. Il se rencontre en deux variétés : portable et de concert.

## Cimbalomhongrois

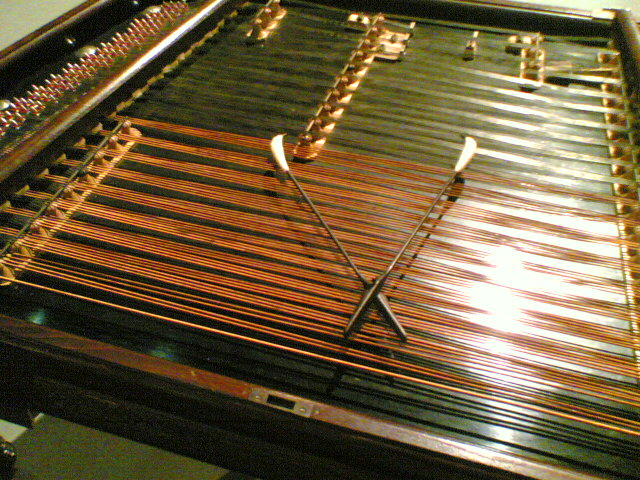
Cimbalom

Il est apparu au XVe siècle et se répand très rapidement à toutes les couches sociales sous l'influence tsigane.

### Facture
En Hongrie, un cimbalom de concert, large et lourd, comparable au piano, a été fabriqué par József Schunda (en) dans les années 1870. Il repose sur quatre pieds, muni d'étouffoirs actionnés par une pédale, il pèse plus de 100 kg et mesure 130 cm de long et 80 cm de large. Il possède beaucoup plus de cordes (123) que la version portable, en chœurs de trois ou quatre : 47 cordes basses spiralées (en cuivre) et 76 cordes aigûes (en acier) couvrant quatre octaves (ré1 puis mi1 jusqu'à mi5 chromatique). Les cordes sont séparées en deux ou trois parties par cinq rangées de chevalets.
Les mailloches en bois peuvent être recouvertes de coton, de feutre ou de peau de daim.

### Jeu
Allaga Géza a composé la première méthode en 1874. Les compositeurs hongrois comme Franz Liszt, Béla Bartók et Zoltán Kodály ont écrit des pièces pour cimbalom.

### Accompagnement
Le cymbalum accompagne bien souvent le violon tzigane sur des romances langoureuses alternées de csardas rapides au rythme parfois effréné, en faisant rebondir les deux maillets en trémolo.
Il peut jouer en soliste à son tour de manière tout aussi virtuose, en alternance également avec le taragot, soutenu par la contrebasse à cordes, en étant souvent accompagné d'un grand orchestre dans les spectacles et sur de nombreux disques.
Les ensembles folkloriques jouent souvent pour les touristes dans de nombreuses tavernes, restaurants ou salons de thé, à Budapest notamment, mais aussi à Bucarest et à Vienne par exemple.
Il peut être accompagné par un grand orchestre folklorique. Plusieurs cymbalums peuvent jouer ensemble ainsi que plusieurs des instruments ci-dessus, dans un grand orchestre comme celui des « 100 violons tziganes de Budapest », rebaptisé récemment « Gypsy Philharmonic Orchestra ».

#### Interprètes tziganes magyares célèbres
- Aladár Rácz (1886-1958) présenta l'instrument à Igor Stravinsky (qui y composa des pièces), Márta Fábián (née en 1946), Ágnes Szakály, Kálmán Balogh (nés en 1953), Sorin Gheraliu et Oszkár Ökrös.
- Sur le volume 2 de Piccolo, Saxo et Compagnie, parmi leurs escales dans plusieurs pays, le cymbalum représente la Hongrie.

## Țambalroumain et moldave

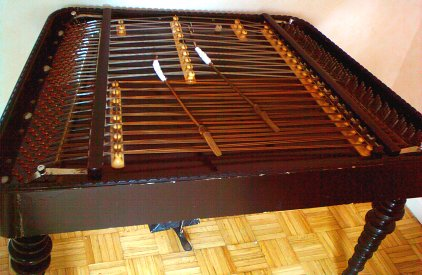
Țambal de concert.

Le țambal est un instrument d'accompagnement harmonique traditionnel en République de Moldavie et en Roumanie (Moldavie, Valachie et Transylvanie), chez les lăutari notamment tsiganes. Il est mentionné au XVIIIe siècle, dans l'ensemble de « musique de chambre » de la Cour du prince Alexandru Ipsilanti.

### Facture
Il en existe deux sortes :
- le petit țambal (țambalul mic), soit à 51 cordes (couvrant un ambitus de deux octaves avec une seconde mineure) accordé « à la roumaine », soit à 83 cordes (dont l’ambitus est de deux octaves et une septième mineure) accordé « à la hongroise ».
- le grand țambal (țambalul mare) ou « de concert », à 96 cordes, large de 95 cm, long de 57 cm.

### Jeu

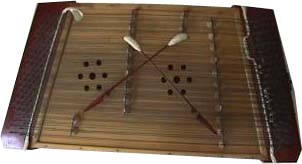
Țambal portable.

Le petit țambal est jouable debout et en marchant grâce à une sangle le tenant à l'horizontale contre la taille. Dans les tarafs, ensembles de musique traditionnelle, il y a les deux sortes de cymbalums : le portatif, et le grand.
En Valachie, il est plutôt utilisé comme une percussion, tandis qu'en Transylvanie le style est plus musical, avec beaucoup d'arpèges. On y joue des formules mélodico-rythmiques appelées titură (de horă - de ronde, de sârbă - à la serbe, de geampara - à la turque, nemţească - à l'allemande).
L'instrument ou bien les cordes sont souvent recouverts de cuir ou de soie afin d'en atténuer le son.

### Instruments roumains d'accompagnement

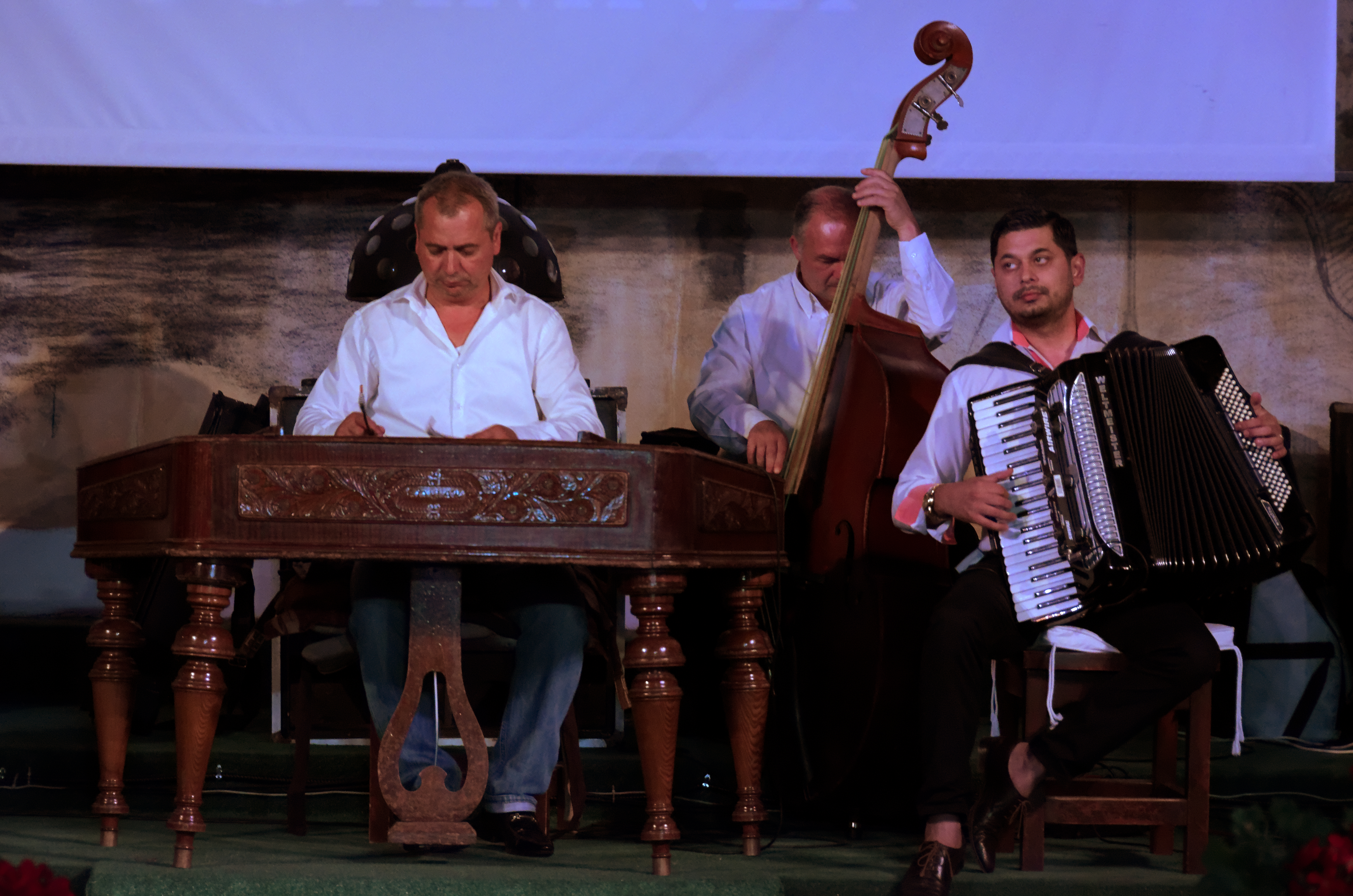
Orchestre roumain : cymbalum, contrebasse et accordéon.

Le cymbalum roumain est joué souvent en alternance avec d'autres instruments tels que :
- La flûte de Pan, instrument majeur du folklore roumain,
- Le taragot, ressemblant à une clarinette et de sonorité proche du hautbois,
- Le violon, à l'instar de celui de Hongrie, mais pour jouer cette fois des doïnas plutôt que des czardas,
- L'accordéon,
- La contrebasse à cordes frottées.

### Interprètes célèbres
Chacun de ces interprètes jouant des compositions souvent virtuoses, effectua de nombreux concerts et produisit des disques dans le monde entier, en France notamment par les firmes Arion ou Déesse.
- Toni Iordache (1942-1987), qui joua également avec le flûtiste de Pan Gheorghe Zamfir, accompagné de l'orchestre Florian Econonu,
- Jan Eugeniu Vlădan (1945), qui joua avec Gheorghe Zamfir, ou encore dans l’orchestre de Herbert von Karajan
- Paul Stânga (né en 1948),
- Gheorghe Rădulescu (né en 1941),
- Nicolae Feraru (né en 1950),
- Sorin Gheraliu (Conservatoire National de Bucarest).
- Iurie Morar (Paris-France, originaire de république de Moldavie)

## Czimbalumtchéco-slovaque

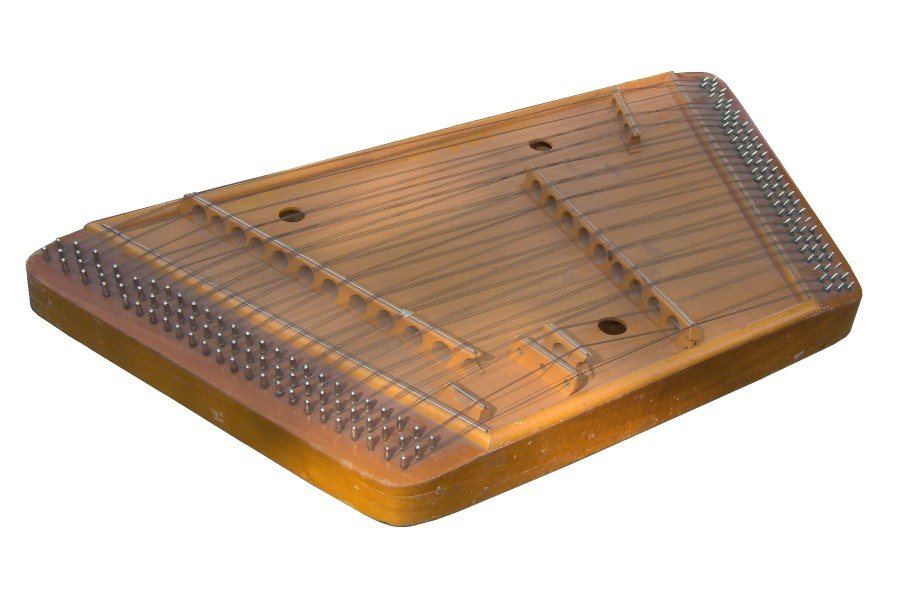
Petit Cimbalom hongrois.

L'instrument est tout autant répandu dans les deux pays, notamment en Moravie. Il intègre des petits ensembles à cordes en Slovaquie où on l'appelle cimbal.

### Facture
Le czimbalum est très similaire au cimbalom hongrois.

### Jeu
La musique est là aussi très influencée par les Tziganes.
Parmi les interprètes, on[style à revoir] retient : Petr Pavlinec (né en 1974), Ludovit Kovac (né en 1968)[réf. souhaitée].

## Tsymbalybiélorusse

### Facture
Le tsymbaly biélorusse  est très similaire au cimbalom hongrois. Il repose sur trois pieds, un à l'avant et deux à l'arrière de l'instrument et se compose de 78 cordes représentant quatre octaves et offre une palette de tonalités aux très grandes possibilités d’exécution.

### Jeu
La particularité principale du cymbalum biélorusse réside dans le fait que l'on en joue indifféremment en pinçant les cordes ou en les frappant avec de petits marteaux en bois que l'on peut retourner en cours d'exécution sur la face couverte de cuir pour obtenir une autre sonorité. Dans ce pays il est indistinctement utilisé en musique classique, jazz, contemporaine et ou traditionnelle.

## Tsymbalyukrainien
Le tsymbaly apparaît au XVIIe siècle en Ukraine.

### Facture
Grâce à l'avènement des cordes et des chevilles de piano, il devint assez facile de construire des petits tsymbalys. Les Hutsuls et les populations de Bucovine et des Carpates en usent d'une petite version portable à 12 chevalets, dont ils jouent debout, à l'aide d'une lanière soutenant l'instrument.
La Chernihiv Musical Instruments Factory produisit de 1950 à 1986 des tsymbalys de semi-concert en trois tailles : prima, alto et bass.
Il existe aussi une version locale (à deux pédales et plus petite) du grand cimbalom hongrois de József Schunda fabriquée par la Melnytse-Podilsk Workshop. Grâce à leur chromatisme, leurs quatre octaves et leur justesse, ils ont remplacé les anciens petits tsymbalys.
Le klezmer, musique juive d'Europe Centrale (région de Bessarabie, Roumanie, Bulgarie, Moldavie, Ukraine) a souvent employé le cymbalum, que l'on retrouve notamment dans les enregistrements fondateurs du klezmer moderne, gravés à New York par H. Steiner (1909) et le Roumain Joseph Moskowitz (1916).

### Jeu
Les ensembles folkloriques Troyista muzyka utilisent jusqu'à trois tsymbalys en même temps, en plus des autres instruments.
De la musique classique a été écrite par les compositeurs suivants : V. Shumeiko, Volodymyr Zubytsky, Anatoliy Haidenko, Bohdan Kotiuk, Izydor Vymer, Dezyderiy Zador, Myroslav Skoryk, Yevhen Stankovych.
Le tsymbaly est aussi largement utilisé par la diaspora ukrainienne au Canada.
Parmi les interprètes on retiendra :  Taras Baran (au Conservatoire de Lviv), Heorhy Ahratina (au Conservatoire de Kiev) et Oleksander Nezovybatko.

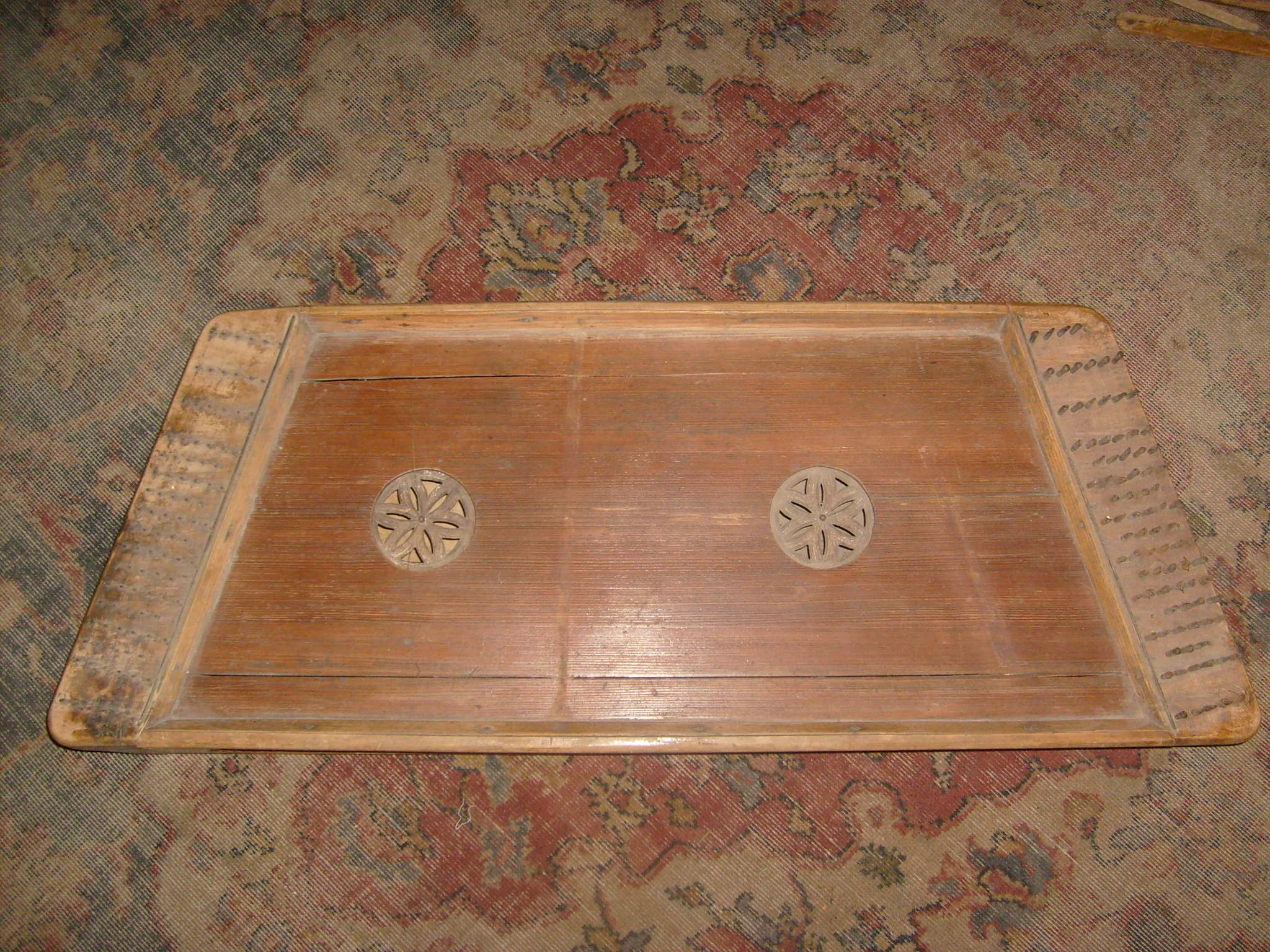
Ancien cymbaly polonais

## Cymbalypolonais
On le trouve dans la région de Rzeszów, dans le sud du pays, où des musiciens juifs (Joseph Moskowitz (1879-1958) fut un interprète reconnu), en jouent accompagnés de violon et contrebasse, pour l'exécution de danses traditionnelles. Il a entre 10 et 20 chœurs de cordes.

## Cimbolailituanien
Il est arrivé au XVe siècle dans le pays, où il est désormais joué en ensembles folkloriques avec concertinas, violons et contrebasses. Il a de 12 à 24 chœurs de triples cordes atteignant un registre de trois octaves.

## Instruments folkloriques rapprochés
Ils sont tous aussi à cordes tendues à plat, frappées par l'instrumentiste par l'intermédiaire de deux légers petits maillets en alternance ou simultanément, pouvant aussi effectuer des trémolos par rebondissements :
- Le hackbrett suisse ou autrichien,
- Le dulcimer suédois ou celtique,
- Le santour iranien,
- Le tympanon médiéval.

## Utilisations et évocations dans le monde
Le cymbalum est évoqué, dans La Plaisanterie de Milan Kundera, comme l'instrument typique des orchestres folkloriques tchèques d'après-guerre.
Le cymbalum est présent dans plusieurs bandes originales de films, telles que :
- les films d'Emir Kusturica,
- Une affaire d'État, en 2009, musique de Noko
- Le Seigneur des anneaux : Les Deux Tours, en 2002, musique de Howard Shore (thème de Gollum),
- Le Grand Blond avec une chaussure noire, en 1972, accompagnant le flûtiste de Pan Gheorghe Zamfir, musique composée par Vladimir Cosma,
- La Guerre des cerveaux, en 1968, sur une musique de Miklós Rózsa,
- Ipcress, danger immédiat, en 1965, sur une musique de John Barry
- Kaamelott : Premier Volet, en 2020, joué par Cyril Dupuy, musique de Alexandre Astier.

John Barry utilisa également cet instrument pour le générique des séries Amicalement Vôtre et L'aventurier.
De nombreux ensembles populaires l'utilisent aussi, la plupart venant :
- de Roumanie, tels que Taraf de Haïdouks, Urs Karpatz...,
- d'ex-Yougoslavie : No Smoking Orchestra, Goran Bregović, Lajkó Félix,
- de Hongrie : Les Budapest Gypsy Symphony Orchestra, Balogh Kalman and the Gipsy Cimbalom Band....

Quelques groupes français l'utilisent pour jouer de la musique tzigane, comme Les Yeux noirs, ou Sirba octet... 
Il s'apparente au santour (Grèce, Iran, Irak, Inde), au yangqin (揚琴 ou 洋琴, Chine), au hammered dulcimer (Irlande, Royaume-Uni, États-Unis), au hackbrett (Suisse, Autriche, Allemagne) et au tympanon (France).